# 科夫雷德佩羅特峰國家公園
19°29′22″N 97°8′47″W / 19.48944°N 97.14639°W

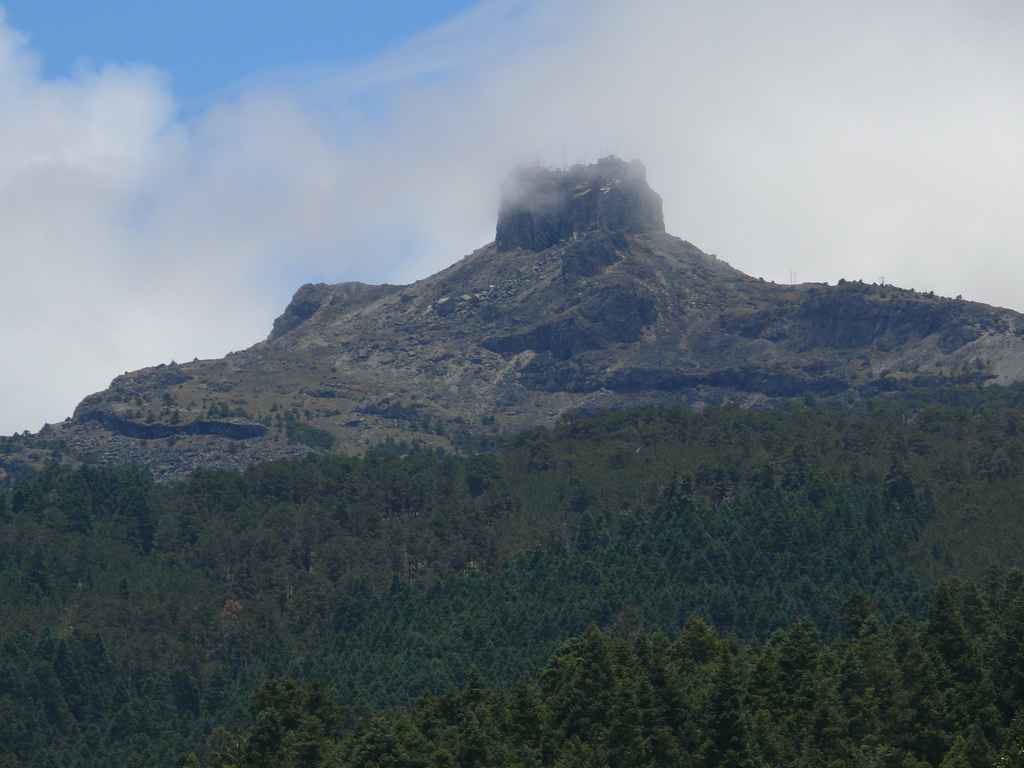

科夫雷德佩羅特峰國家公園是墨西哥的國家公園，由韋拉克魯斯州負責管轄，始建於1937年5月4日，面積117平方公里，涵蓋科夫雷德佩羅特峰。

## 外部連結
- Decreto del Parque Nacional Cofre de Perote